# 183 a.C.

## Eventos
- Marco Cláudio Marcelo e Quinto Fábio Labeão, cônsules romanos.
- Continua guerra dos romanos na Ligúria, parte da Gália Cisalpina.

## Mortes
- Aníbal, general cartaginês (suicídio)
- Cipião Africano, general durante a Segunda Guerra Púnica e estadista da República Romana (n.236 a.C.)